# Insenatura di Smith
L'insenatura di Smith (in inglese Smith Inlet) è un'insenatura ricoperta di ghiaccio, lunga circa 25 km, situata sulla costa di Wilkins, nella parte orientale della Terra di Palmer, in Antartide, che si estende in particolare da capo Boggs, l'estremità orientale della penisola Eielson, a capo Collier.
All'interno dell'insenatura, o comunque delle cale situate sulla sua costa, si gettano diversi ghiacciai, tra cui il Clifford, il Croom e lo Houston.

## Storia
L'insenatura di Smith, le cui acque sono ricoperte dai ghiacci di quel che rimane della piattaforma glaciale Larsen D, fu fotografata dapprima durante una ricognizione aerea svolta nel dicembre 1940 da alcuni membri del Programma Antartico degli Stati Uniti d'America e poi ancora nel 1947 nel corso della spedizione antartica condotta nel 1947-48 al comando di Finn Rønne. Proprio i membri di quest'ultima spedizione ne realizzarono quindi una mappatura completa assieme a cartografi del British Antarctic Survey, che all'epoca si chiamava ancora Falkland Islands and Dependencies Survey (FIDS). Lo stesso Rønne la battezzò quindi in onore del contrammiraglio Edward H. Smith, della guardia costiera statunitense, noto esploratore ed oceanografo artico, poi divenuto direttore dell'Istituto oceanografico di Woods Hole.